# 水石衣
水石衣（学名：[Hydrobryum griffithii] 错误：{{Lang}}：文本有斜体标记（帮助）），为川苔草科水石衣属下的一个植物种。